# Deadly Invasion: The Killer Bee Nightmare
Deadly Invasion: The Killer Bee Nightmare is een Amerikaanse film over een gecombineerde bij, de zogenaamde geafrikaniseerde honingbij, ook wel de killer bee. De film is gemaakt in 1995. De hoofdrollen werden gespeeld door Nancy Stafford en Robert Hays. De slogan, waarmee deze film uitgebracht werd, was: It is speculated that by the end of this decade, killer bees will have spread across most, if not all, of the continental United States. The following could be a true story! In de film speelt de acteur Ryan Phillippe een van zijn eerste hoofdrollen.

## Verhaal
Een dorpje wordt aangevallen door dodelijke bijen en twee tieners sterven. Een echtpaar vreest het ergste en wil vertrekken; een zoon van hen wordt echter tot in het huis achtervolgd door een grote zwerm bijen. Uiteindelijk is er nog een ondergrondse gang die een uitweg biedt.